# Cutler (Florida)
Cutler fue un lugar designado por el censo ubicado en el condado de Miami-Dade en el estado estadounidense de Florida. En el Censo de 2000 tenía una población de 17,390 habitantes y una densidad poblacional de 25,22 personas por km².

## Geografía
Cutler se encuentra ubicada en las coordenadas 25°37′38″N 80°19′15″O / 25.62722, -80.32083.